# Bellac

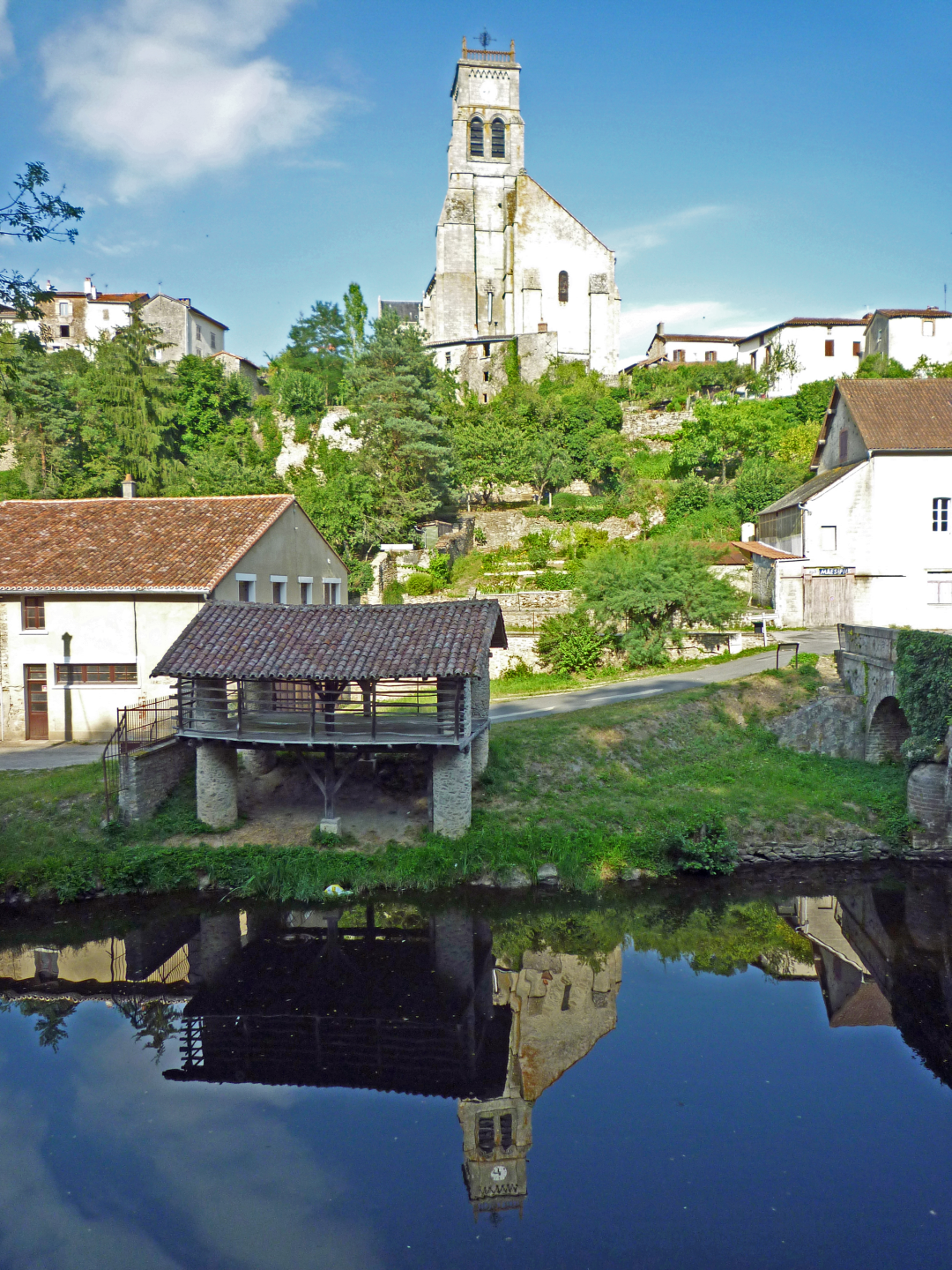
Kościół Matki Bożej (2011)

Bellac – miejscowość i gmina we Francji, w regionie Nowa Akwitania, w departamencie Haute-Vienne.
Według danych na rok 1990 gminę zamieszkiwały 4924 osoby, a gęstość zaludnienia wynosiła 202 osoby/km² (wśród 747 gmin Limousin Bellac plasuje się na 17. miejscu pod względem liczby ludności, natomiast pod względem powierzchni na miejscu 255.).

## Populacja

Populacja Bellac w latach 1962–2008

## Transport
W miejscowości znajduje się stacja kolejowa Gare de Bellac.